# مسجد طاهر
مسجد طاهر أو مسجد محمد طاهر الجعفري الطيار هو مسجد تاريخي يقع في محافطة الأحساء في المنطقة الشرقية في المملكة العربية السعودية، ويعتبر من أقدم المساجد التاريخية والأثرية في الأحساء.

## الموقع
يقع المسجد في حي السياسب في مدينة المبرز.

## التاريخ
أنشي المسجد محمد طاهر الجعفري الطيار في قرن 12 هـ في عام 1179 هـ، جعلت إمامة المسجد لشيخ عمر بن صالح الجعفري الطيار، ثم أنتقلت إلي أسرته من بعده، وجدد المسجد بعد ذلك بواسطة أسرة الجعفري. 

## العمارة
أستخدمت الفنون المعمارية الأحسائية القديمة في تصميم أبواب المسجد، ونوافذه، وفنائه، وأروقته، ومداخله، وقبته، والزخارف الجبيسي، ودون فيها بعض الأيات القرآنية، والأحاديث النبوية، والأقوال الماثورة. وفي عام 2011 جدد المسجد.

## أوقاف المسجد
أوقف علي المسجد عدة اوقاف منها 4 مزارع منها: أم العيون في الشهارين، والمغوارية في الشهارين، والسباعي بطرف السحيمية، وساقية عين أم سبعة، والبدعاني بطرف السحيمية، وساقية عين منصور، وبستان مجاور للمسجد، وعدد من المزارع في طرف العمار، ومزرعتين القبوضية وضاخية عبد الله لمن يؤم المسجد، والشطيب الديوان في قرية القرين، و8 عقارات وهما: الثلثان، وثمن الثلث من الرفاعية، والحضرة، وأبي الكبكاب، والوريدي، وبوغليون، وخريبة مطهر، وشرب الجنوب في البدعان، القبوضية في السيحمة. 